# Infraction en droit pénal français
Une infraction en droit pénal français est un comportement strictement interdit par la loi pénale et sanctionné par une peine prévue par celle-ci. On distingue trois catégories d'infractions dont la nature détermine la sanction qui lui est applicable : la contravention, le délit et le crime.
Cependant, depuis 1958, les crimes et délits relèvent du domaine de la loi (article 34 de la Constitution), alors que les contraventions font partie du domaine règlementaire (article 37 de la Constitution). Pour cette dernière classe d'infractions, il n'existe actuellement pas de peines privatives de liberté.

## Classes d'infractions

### Crimes
Les crimes sont des infractions pour lesquelles la peine minimale est de 15 ans de réclusion criminelle (prison). Ils sont jugés devant une cour d'assises (avec jury populaire), ou à titre expérimental, devant une cour criminelle départementale (sans jury populaire).

### Délits
Les délits sont des infractions sanctionnées au maximum par 10 ans d'emprisonnement. Ils sont jugés devant un tribunal correctionnel.

### Contraventions
Les contraventions sont traitées par un tribunal de police. Une condamnation peut mener à une amende forfaitaire (1re à 4e classe) ou pénale (5e classe) allant de 11 à 1 500 euros (3 000 en cas de récidive), comme le précise le Code pénal français en son article 131-13. Amende auxquelles peuvent venir s'ajouter des peines complémentaires (une suspension de permis par exemple).

## Éléments constitutifs des infractions
Ces trois éléments doivent obligatoirement être réunis pour qualifier les crimes et les délits. En revanche, en matière de contravention, l'élément moral n'est pas à rechercher.

### Élément légal
Une règle coutumière française veut que : « nullum crimen, nulla poena sine lege » (« pas de crime, pas de peine sans loi »). Cette règle, héritée du pénaliste italien Cesare Beccaria, est fondamentale dans le droit français.
Elle est d'ailleurs reprise par la Déclaration des droits de l'homme et du citoyen de 1789 dans les articles 7 et 8 WWY.
Article 7 - Nul homme ne peut être accusé, arrêté ou détenu que dans les cas déterminés par la loi et selon les formes qu'elle a prescrites. Ceux qui sollicitent, expédient, exécutent ou font exécuter des ordres arbitraires doivent être punis ; mais tout citoyen appelé ou saisi en vertu de la loi doit obéir à l'instant ; il se rend coupable par la résistance.
Article 8 - La loi ne doit établir que des peines strictement et évidemment nécessaires, et nul ne peut être puni qu'en vertu d'une loi établie et promulguée antérieurement au délit, et légalement appliquée.
Cette déclaration étant intégrée dans le bloc de constitutionnalité de la constitution française, elle a donc une valeur constitutionnelle.
Elle fut introduite dans le code pénal de 1994, dans l'article 111-3 :
- « Nul ne peut être puni pour un crime ou pour un délit dont les éléments ne sont pas définis par la loi, ou pour une contravention dont les éléments ne sont pas définis par le règlement. » ;

- « Nul ne peut être puni d'une peine qui n'est pas prévue par la loi si l'infraction est un crime ou un délit, ou par le règlement si l'infraction est une contravention. »

Tout cela signifie que, pour qu'il y ait infraction, il faut qu'il y ait une incrimination prévue dans les textes de loi. Ce texte doit prévoir les éléments constitutifs de l'infraction et la peine encourue de façon claire en évitant les tournures vagues et ambiguës. C'est ce que l'on appelle le principe de légalité des délits et des peines.
Ce texte de loi doit forcément émaner des organes étatiques compétents. Ainsi, les règles d'un ordre professionnel n'ont pas de valeur légale pour créer une infraction. Ce sont les articles 34 et 37 de la Constitution française du 4 octobre 1958 qui prévoient et délimitent les compétences des différents organes étatiques. Jusqu'à ce texte, seule la loi (loi ordinaire, référendaire ou ordonnances) pouvait créer une infraction ; mais depuis, l'exécutif peut lui aussi réglementer dans le domaine des contraventions. Néanmoins, seul un décret pris en conseil d'État peut en créer une nouvelle. Les arrêtés préfectoraux, ministériels ou municipaux ne peuvent avoir la valeur d'une sanction pénale, mais leur transgression est sanctionnée par l'amende prévue pour les contraventions de 1re classe en vertu de l'article R 610-5 du code pénal.
Même s'il y a dualité des sources du droit pénal entre la loi et le règlement, il faut noter l'infériorité manifeste de la norme réglementaire. De plus un principe renforce cette infériorité, celui de l'appréciation de la légalité des actes administratifs par le juge pénal reconnu par l'article 111-5 du CP. En effet celui-ci permet au juge pénal, sur demande du justiciable, d'apprécier la légalité d'un acte et de refuser de l'appliquer si celui-ci l'estime illégal. Cette décision n'engage que le seul juge qui la prend et n'annule pas l'acte pour l'avenir, et que le juge ne peut, par contre, en aucun cas juger de la constitutionnalité d'une loi.

### Éléments matériels
Le droit pénal français ne punit pas la simple pensée : pour exister l'infraction doit être matérialisée par un acte.
Le plus souvent, il s'agit d'un acte interdit par la loi (infraction de commission), mais il peut aussi s'agir de l'omission de commettre un acte prescrit par la loi (l'infraction d'omission).

#### Infraction de commission
Exemples : meurtre, vol, dégradation...
Cette infraction suppose trois choses :
- une action physique de la part de l'auteur ;
- un résultat qui constitue le dommage ;
- un lien de causalité entre cette action et ce dommage.

#### Infraction d'omission
- omission simple (ex. :  omission de porter secours, non témoignage en faveur d'un innocent...)

L'individu omet un acte prescrit par la loi. L'infraction sera réprimée indépendamment de tout dommage.
- commission par omission (ex. : privation de soins et d'aliments sur un mineur de 15 ans[5])

L'individu omet un acte prescrit par la loi. De cette omission, il résulte un dommage.
À noter qu'à dommage égal, une infraction de commission sera tout de même plus réprimée qu'une infraction d'omission.

### Élément moral
Pour qu'une infraction soit constituée, il faut que l'acte provienne de la volonté de l'auteur, qu'il s'agisse d'une faute intentionnelle ou non-intentionnelle.
Il faut faire la différence entre la volonté et le mobile.
La volonté détermine l'infraction alors que le mobile tente d'en justifier la commission, d'y apporter une raison, un motif.
En matière criminelle, l'intention « criminelle » est obligatoire pour caractériser l'infraction.
En matière correctionnelle, l'intention n'existe qu'intentionnellement : dégradations volontaires, violences volontaires avec incapacité temporaire totale de moins de huit jours
En matière de contravention, généralement l'élément moral n'est pas à démontrer puisqu'il est issu du règlement et non de la loi.

#### Faute intentionnelle.
- dol aggravé

Le dol aggravée représente un autre type d’intention criminelle rendue intense par le contexte circonstanciel. En effet, « le dol aggravé correspond à l'hypothèse où la psychologie de l'agent constitue une circonstance aggravante de l'infraction ». Tel est le cas de la préméditation, définie comme le dessein formé avant l'action de commettre les faits (art. 132-72 CP). Le meurtre commis avec préméditation est un assassinat, puni de la réclusion criminelle à perpétuité (art. 221-3 CP). Il peut également s'agir des mobiles de l'auteur qui aggravent la répression, comme c'est le cas du mobile discriminatoire raciste ou sexiste qui est devenu une circonstance aggravante générale depuis la loi n° 2017-86 du 27 janvier 2017 (art. 132-76 et 132-77 CP), c'est-à-dire qu'elle peut accompagner toute infraction sans prévision légale spécifique. Il convient de noter que la distinction avec le dol spécial n'est pas toujours nette dans la mesure où la présence de ce dernier entraîne aussi, dans certains cas, une aggravation de la peine encourue, comme par exemple pour les actes terroristes (art. 421-3 CP). Dans le même ordre d'idées, lorsque les violences sont commises contre une personne “ afin de la contraindre à contracter un mariage ou à conclure une union ou en raison de son refus de contracter ce mariage ou cette union” (art. 222-8, 222-10 et 222-12, 6° bis, CP), elles sont accomplies dans un but précis (dol spécial) ou pour un motif particulier et leur répression est, en même temps, aggravée>>.
- dol déterminé

En règle générale, l’application du dol déterminé ou indéterminée à des cas concrets ne pose pas de problèmes. En fait, <<En cas de dol déterminé, le résultat atteint correspond exactement à celui qui était visé par l'auteur (l'identité de la victime et la gravité du résultat). En cas de dol indéterminé, le résultat dommageable visé par l'auteur est imprécis ou la victime ne peut pas précisément être déterminée à l'avance (p.ex. le fait de jeter un explosif dans une terrasse de café). Le dol indéterminé caractérise par exemple les violences, la jurisprudence estimant que le caractère volontaire de l'acte suffit, sans qu'il soit nécessaire de prouver l'intention du résultat précis. La Cour de cassation a ainsi précisé que le délit est constitué « dès qu'il existe un acte volontaire de violence, quel que soit le mobile qui l'ait inspiré et alors même que son auteur n'aurait pas voulu causer le dommage qui en est résulté » (Crim. 3 janv. 1958, Bull crim. nº 3). L'auteur est donc responsable non seulement des conséquences qu'il avait prévues et voulues, mais aussi de toutes celles qui ont pu se produire (Civ. 2, 15 déc. 1965, Bull. civ. II, nº 1021). On considère que le dol indéterminé est assimilable au dol général car les conséquences étaient prévisibles et donc imputables à l'agent>>.
- dol éventuel

La notion du dol éventuel est assez controversée, non seulement en droit pénal français, mais aussi dans les systèmes pénaux européens et non européens. En effet, elle se situe à la frontière de la culpabilité consciente et de la praeterintention des crimes aggravés par l’événement. Pour preuve, dans un cas typique de dol éventuel (jets de pierres depuis le viaduc sur le pare-brise de voitures en mouvement sur autoroute), les auteurs de différents systèmes juridiques appliquent les règles respectives sur le dol éventuel, tandis que le Prof. Pradel art. 222-7 c.p. au sujet de l'homicide praeter-intentionnel. Cependant, la notion la plus rigoureuse est la suivante: <<En cas de dol éventuel, l’auteur a pu prévoir les conséquences de son acte. Il les a considérées comme possibles ou même probables, mais il ne les a pas directement voulues. Il s’est borné à courir le risque de voir se réaliser le résultat illicite>> (Costant).
- dol dépassé

Le résultat produit est plus grave que celui envisagé,: Art. 222-7 c.p. "Les violences ayant entraîné la mort sans intention de la donner sont punies de quinze ans de réclusion criminelle.",,  L'art. 222-7 c.p. elle est également applicable pour les crimes visés à l'artt. 222-39 c.p.,,, L. 235-1 et 234-1 c.r.  et 3421-1 c.s.p., car sinon la peine trop faible d'homicide involontaire serait appliquée. 
Pour l'homicide praeter-intentionnelles visé à l'art. 222-7 c.p., le législateur français prévoit des circonstances dans l'art. 222-8 c.p. : « L'infraction définie à l'article 222-7 est punie de vingt ans de réclusion pour le délit commis [...] »,. Et il prévoit également d'autres cas des infractions praeter-intentionnelles tels que l'avortement praeter-intentionnelles,,

#### Faute non intentionnelle
Il existe deux cas : la faute d'imprudence et l'imprudence volontaire. La faute d'imprudence ne comporte pas de désir de résultat (article 121-3 alinéa 2 et suivants du CP).
Il peut s'agir d'une imprudence, d'une négligence ou d'un manquement à une obligation de sécurité ou de prudence imposée, par la loi ou un règlement. Donc cette faute n'est réprimée que si elle est à l'origine directe d'un dommage.
L'imprudence volontaire (art. 121-3 al4CP) est une violation manifestement délibérée d'une obligation particulière de prudence ou de sécurité. Mais il peut s'agir également d'une faute caractérisée qui a exposé autrui à un risque grave.